# Presidente Bernardes (São Paulo)
Presidente Bernardes is een gemeente in de Braziliaanse deelstaat São Paulo. De gemeente telt 15.382 inwoners (schatting 2009).

## Geboren
- João Pedro Maturano dos Santos (1996), voetballer